# Hovdtjärnen
Hovdtjärnen är en sjö i Älvdalens kommun i Dalarna och ingår i Dalälvens huvudavrinningsområde. Sjön har en area på 0,102 kvadratkilometer och ligger 920,1 meter över havet. Sjön avvattnas av vattendraget Hovdbäcken.

## Delavrinningsområde
Hovdtjärnen ingår i det delavrinningsområde (690012-132970) som SMHI kallar för Ovan 689818-133053. Medelhöjden är 877 meter över havet och ytan är 5,05 kvadratkilometer. Det finns inga avrinningsområden uppströms utan avrinningsområdet är högsta punkten. Hovdbäcken som avvattnar avrinningsområdet har biflödesordning 3, vilket innebär att vattnet flödar genom totalt 3 vattendrag innan det når havet efter 511 kilometer. Avrinningsområdet består mestadels av skog (18 procent) och kalfjäll (80 procent). Avrinningsområdet har 0,1 kvadratkilometer vattenytor vilket ger det en sjöprocent på 2 procent.